# 黑白面将军山隧道
黑白面将军山隧道是位於珠海市的一个主要公路隧道，隧道雙線總長7380米，左線長3645米，右線長3735米，設計標準為雙洞雙向六車道，設計時速60公里。項目由珠海大橫琴股份有限公司負責代建，中國鐵建投資集團有限公司、中鐵十八局集團有限公司、中鐵第一勘察設計院集團有限公司聯合承建。
2019年5月19日，於廣州市舉行的首屆“粵港澳大灣區媒體峰會”中，時任珠海市市長姚奕生接受專訪時表示提到「二二二」專案，其中第二個“二”中興建與橫琴對外聯通的黑白面將軍山隧道。
2020年9月29日，隧道工程全面展開施工。
2022年7月20日，隧道正式全線貫通，南接保稅區南琴路，北至南屏鎮珠海大道南側，是廣東省重點建設專案、珠海市掛圖作戰重點專案，是珠海市道路交通「六橫十縱」幹線路網的組成部分，也是珠海通往橫琴粵澳深度合作區第三公路通道的關鍵組成部分。
2024年9月，珠海市官方回覆市民關注「黑白面將軍山隧道通車時間」據了解，隧道南側道路於2023年5月26日正式開工建設， 初步計劃於2027年底項目基本建成並具備通車條件。隧道北側道路於2024年3月正式進場， 初步計劃於2026年12月項目基本建成並具備通車條件。即預計隧道於2027年才能通車。